# 1. česká hokejová liga 1998/1999
1. česká hokejová liga 1998/1999 byla 6. ročníkem druhé nejvyšší české hokejové soutěže.

## Fakta
- 6. ročník samostatné druhé nejvyšší české hokejové soutěže
- Prolínací extraligová kvalifikace: Tým HC Excalibur Znojemští Orli v baráži uspěl a postoupil do dalšího ročníku Extraligy na úkor týmu HC Dukla Jihlava.
- Tým HC Rebel Havlíčkův Brod sestoupil do 2. ligy. HC Kometa Brno se udržela. Tým HC Papíroví Draci Šumperk postoupil do dalšího ročníku 1. ligy.
- Po skončení soutěže tým HK Kaučuk Kralupy nad Vltavou prodal prvoligovou licenci týmu HC Junior Mělník. HC Havířov koupil extraligovou licenci od HC Opava. Klub s novým názvem HC Prostějov koupil od HC Havířova licenci na 1. ligu a HC Opava koupila licenci zase od HC MBL Olomouc. [1]

### Systém soutěže
Všech 14 týmů se nejprve utkalo v základní části čtyřkolově každý s každým. V této sezoně se nehrálo žádné play off. Nejlepší celek základní části postoupil do baráže o extraligu, ve které změřil sílu s posledním extraligovým celkem. Baráž se hrála na čtyři vítězná utkání.
Týmy, které skončily na třinácté a čtrnácté příčce, se účastnily baráže o 1. ligu, která se hrála dvoukolově ve čtyřčlenné skupině se dvěma nejlepšími celky play off 2. ligy.

## Základní část

### Konečná tabulka
| Vysvětlivka                  |
| ---------------------------- |
| Postup do baráže o extraligu |
| Sezóna pro daný tým skončila |
| Účastník baráž o 1. ligu     |

| Poř. | Tým                           | Z  | V  | R  | P  | VG  | OG  | B  |
| ---- | ----------------------------- | -- | -- | -- | -- | --- | --- | -- |
| 1.   | HC Excalibur Znojemští Orli   | 52 | 37 | 6  | 9  | 245 | 117 | 80 |
| 2.   | SK Horácká Slavia Třebíč      | 52 | 27 | 17 | 8  | 152 | 99  | 71 |
| 3.   | HC Senators Rosice            | 52 | 26 | 14 | 12 | 189 | 145 | 66 |
| 4.   | HC Berounští Medvědi          | 52 | 26 | 11 | 15 | 203 | 137 | 63 |
| 5.   | KLH Chomutov                  | 52 | 27 | 8  | 17 | 195 | 161 | 62 |
| 6.   | HC MBL Olomouc                | 52 | 21 | 9  | 22 | 149 | 159 | 51 |
| 7.   | HK Kaučuk Kralupy nad Vltavou | 52 | 18 | 14 | 20 | 137 | 152 | 50 |
| 8.   | SHC Vajgar Jindřichův Hradec  | 52 | 17 | 14 | 21 | 165 | 176 | 48 |
| 9.   | SK Kadaň                      | 52 | 17 | 11 | 24 | 134 | 164 | 45 |
| 10.  | IHC Písek                     | 52 | 15 | 14 | 23 | 146 | 163 | 44 |
| 11.  | HC Havířov                    | 52 | 18 | 7  | 27 | 145 | 178 | 43 |
| 12.  | HC Stadion Liberec            | 52 | 19 | 5  | 28 | 152 | 182 | 43 |
| 13.  | HC Kometa Brno                | 52 | 13 | 11 | 28 | 136 | 208 | 37 |
| 14.  | HC Rebel Havlíčkův Brod       | 52 | 8  | 9  | 35 | 119 | 226 | 25 |

Tým HC Excalibur Znojemští Orli postoupil do baráže o extraligu, kde uspěl a postoupil do dalšího ročníku Extraligy na úkor týmu HC Dukla Jihlava.

## Baráž o 1. ligu
| Poř. | Tým                       | Z | V | R | P | VG | OG | B |
| ---- | ------------------------- | - | - | - | - | -- | -- | - |
| 1.   | HC Papíroví Draci Šumperk | 6 | 4 | 1 | 1 | 28 | 20 | 9 |
| 2.   | HC Kometa Brno            | 6 | 4 | 0 | 2 | 26 | 17 | 8 |
| 3.   | HC Slovan Ústí nad Labem  | 6 | 2 | 1 | 3 | 14 | 21 | 5 |
| 4.   | HC Rebel Havlíčkův Brod   | 6 | 0 | 2 | 4 | 13 | 23 | 2 |

Tým HC Rebel Havlíčkův Brod sestoupil do 2. ligy. HC Kometa Brno se udržela. Tým HC Papíroví Draci Šumperk postoupil do dalšího ročníku 1. ligy.